# Battaglia di Falmouth (1703)
La battaglia di Falmouth fu uno scontro combattuto a Falmouth, nell'odierno Maine, quando i canadesi e gli abanaki attaccarono gli inglesi del Forte di Casco. La battaglia fu parte della Campagna della costa nordorientale (1703) durante la Guerra della regina Anna.

## Antefatto
L'area di confine tra l'Acadia ed il New England all'inizio del XVIII secolo era ancora contestata tra coloni francesi e inglesi (ed i loro rispettivi alleati nativi americani) dal momento che la Guerra di re Guglielmo degli anni '90 del Seicento non era riuscita a risolvere le dispute. La Nuova Francia definì il proprio confine occidentale dell'Acadia al fiume Kennebec nell'attuale Maine meridionale, mentre la provincia inglese del Massachusetts formalmente pretendeva tutta la terra compresa tra il fiume Piscataqua ed il fiume Saint Croix (tutto l'attuale Maine). Durante gli anni '70 del Seicento gli insediamenti inglesi tra il fiume Kennebec e la baia di Penobscot contestarono le pretese dei francesi e dei locali Abenaki nell'area.
I francesi stabilirono delle missioni cattoliche a Norridgewock ed a Penobscot, come pure un insediamento francese era presente nella baia di Pensobscot nei pressi dell'attuale città di Castine. Tutti questi siti vennero utilizzati come base d'attacco verso i coloni inglesi durante la guerra di re Guglielmo. Le aree di frontiera tra il fiume San Lorenzo ed i primi insediamenti costieri del Massachusetts e di New York continuavano ad essere dominati dai nativi (soprattutto Abenaki e Irochesi), e l'area compresa tra il fiume Hudson ed il Lago Champlain era utilizzata per delle spedizioni di razzie da ambo le parti.
Anche se la guerra tra Francia e Inghilterra era scoppiata nel 1702, le frontiere tra Nuova Francia e New England rimasero tranquille sino al dicembre di quell'anno quando il governatore generale Louis-Hector de Callière autorizzò gli abenaki a riprendere la guerra di confine. Oltre a saccheggiare le colonie inglesi, Callière promise altri doni. Callière morì nel maggio del 1703, e venne rimpiazzato da Philippe de Rigaud de Vaudreuil, che promosse vigorosamente l'attività di razzia per mantenere l'influenza francese sugli abenaki. Vaudreuil diede ad Alexandre Leneuf de La Vallière de Beaubassin, un ufficiale militare i cui possedimenti di famiglia a Beaubassin era stata razziata nel 1696 dalle forze del New England, il comando di un piccolo contingente di forze francesi con istruzione di organizzare dei raids contro gli insediamenti inglesi.
Il governatore della baia del Massachusetts Joseph Dudley non credeva che gli abenaki avrebbero accettato di scendere in guerra. Nel giugno del 1703 i giornali di Boston riportarono che gli abenaki erano "per due terzi per la pace e un terzo per la guerra", ma Dudley non era stato in grado di convincerli a schierarsi con gli inglesi. Il capo abenaki Moxus tentò di avvisare Dudley dell'atteggiamento aggressivo di Vaudreuil, ma Dudley stracciò questi rapporti.

## La battaglia
Gli abanaki danneggiarono pesantemente Spurwink e Purpooduck (Cape Elizabeth). A Spurwink, principalmente abitata dai signori Jordans e dalle loro famiglie, gli abanaki catturarono o uccisero 22 persone. A Purpooduck, dove vi erano nove famiglie insediate a Spring Point, uccisero 25 persone e fecero 8 prigionieri.
La guarnigione di 36 uomini a Casco (Falmouth) era comandata dal maggiore John March (con John Gyles presente). Il forte era la fortificazione più importante della costa orientale. Il 10 agosto 1703, sotto la guida di Moxus, Wanongonet ed Escumbuit, gli abanaki apparvero agli inglesi con issata la bandiera bianca dicendo di avere cose importanti da comunicare. Notando che non vi era immediato pericolo, egli procedette con una guardia di soli due o tre uomini. Gli abanaki, imboscati, colpirono uno dei suoi attendenti. Una guarnigione di 10 uomini al comando del sergente Hook riuscì a prendere March e gli altri. Gli abanaki uccisero due dei compagni di March, Phippenny e Kent, durante un alterco.
Gli abanaki si ritirarono e perlustrarono la penisola per una settimana, ponendo a ferro e fuoco le case che trovavano. Il resto dei battaglioni abanacki giunsero a Casco con 200 canoe per continuare la distruzione del villaggio. Dapprima presero uno sloop, due scialuppe ed incoraggiati dal successo, tentarono per due giorni e due notti di compiere nuove razzie, per minacciare il forte dal mare, come era stato fatto durante la Guerra di re Guglielmo. Il 19 agosto il capitano Cyprian Southack giunse sulla Province Galley e riprese l'assedio. I nativi continuarono a passeggiare a Casco, abbordarono una nave appoggio ed uccisero il capitano e altri tre, con due feriti.
Il 26 settembre, il governatore Dudley ordinò a 360 uomini di marciare verso Pigwacket, uno dei principali villaggi nativi, presso l'attuale città di Fryeburg. Alla guida di 300 abitanti del New England, il maggiore March respinse gli abanaki a Pigwacket. March uccise 6 uomini e ne catturò altri 6. Queste furono le prime rappresaglie nel New England della guerra.

## Conseguenze
Nella primavera del 1704, dopo il Raid di Deerfield nel febbraio di quell'anno, gli abanaki attaccarono nuovamente  Wells e York. (Nel 1712, gli abanaki avevano condotto un'altra campagna contro questi villaggi. Uccisero 24 persone in tre raid su tre villaggi, uno dei villaggi era Wells.)
In risposta a questi eventi ed al raid di Deerfield, i governatori delle colonie inglesi settentrionali richiesero delle azioni militari contro le colonie francesi. il governatore del Massachusetts, Joseph Dudley, scrisse a tal proposito che "con la loro distruzione, Quebeck e Port Royal [sarebbero] da porre nelle mani di Sua Maestà, così da porre fine per sempre alla Guerra Indiana", e pertanto la frontiera tra Deerfield e Wells venne fortificata con 2000 uomini, ed il prezzo per uno scalpo indiano venne più che raddoppiato, da 40 a 100 sterline. Dudley organizzò prontamente un raid contro l'Acadia. Nell'estate del 1704, i soldati del New England sotto la guida di Benjamin Church razziarono i villaggi acadiani presso Pentagouet (attuale Castine), Baia di Passamaquoddy (attuale St. Stephen, Nuovo Brunswick), Grand-Pré, Pisiquid e Beaubassin (tutti nell'attuale Nuova Scozia).
Vi furono anche rappresaglie degli inglesi contro Norridgewock. Durante l'inverno del 1705, 275 soldati al comando del colonnello Hilton vennero inviati a Norridgewock per assediare padre Rale e saccheggiarne il villaggio. Padre Rale riuscì a fuggire, ma gli inglesi ne bruciarono la chiesa.
John March guidò la spedizione contro la capitale acadiana di Port Royal nel 1707.
I francesi spostarono diverse famiglie indiane da Penobscot, Norridgewock, Saco e Pequaket, insediandole a St. Francis, in Canada, come protezione contro la confederazione irochese. Questi divennero noti col nome di indiani di St. Francis.